# Dom egipski

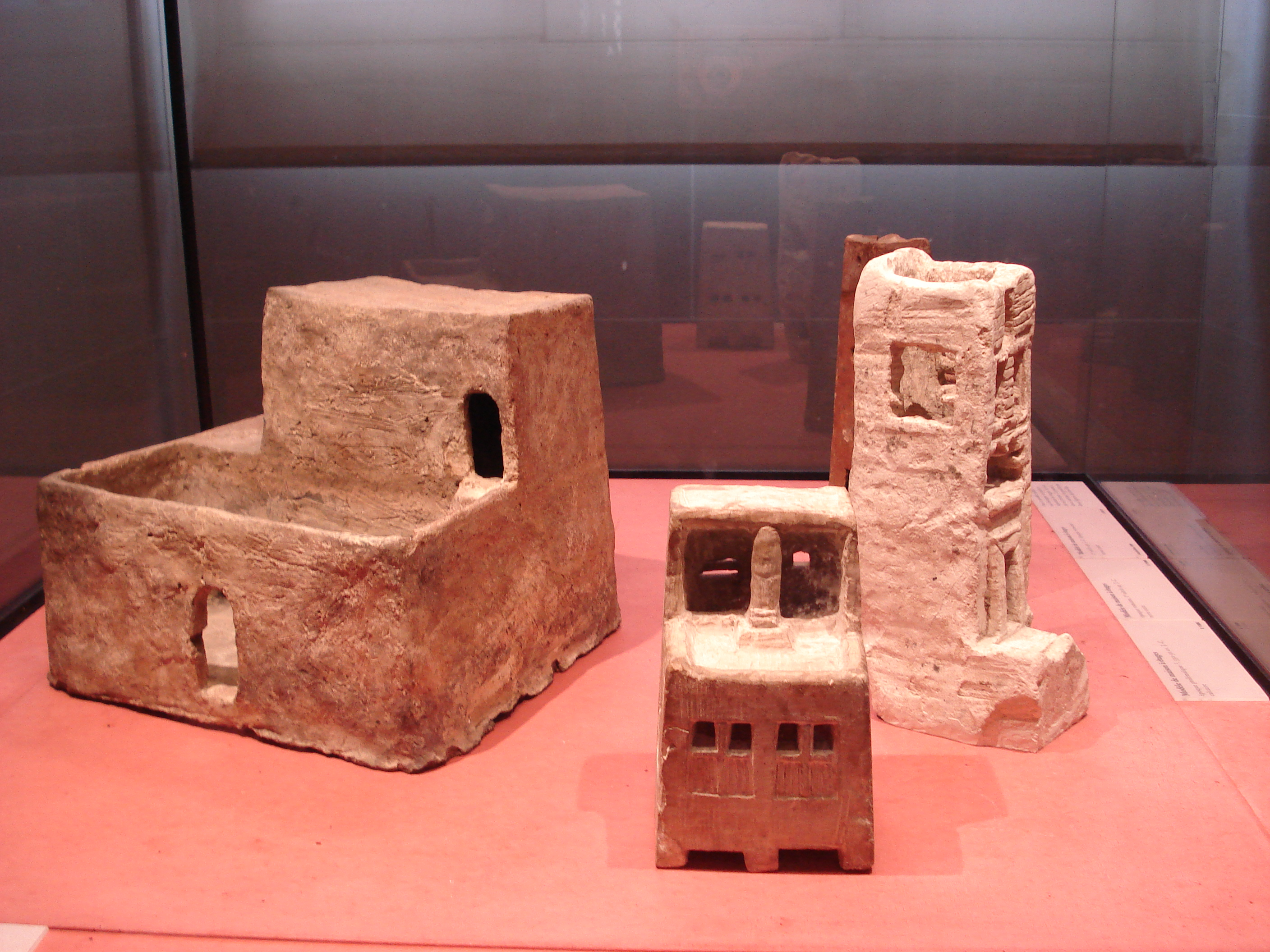
Modele różnych budynków mieszkalnych z okresu Średniego Państwa (Muzeum Luwru)

Dom egipski – typ domu charakterystycznego dla kultury staroegipskiej i związanego z warunkami bytowymi starożytnych Egipcjan.

## Cechy ogólne
Słabiej znana świecka architektura mieszkalna Egipcjan nie przetrwała upływu czasu, oparta na tak nietrwałym materiale budowlanym, jakim była suszona cegła, z której wznoszono nawet pałace dostojników i faraonów. Podkreślając różnicę pomiędzy architekturą sakralną i świecką Egiptu, Diodor Sycylijski wyjaśniał, że kamienia używano tam do wznoszenia świątyń i grobowców, ażeby trwały wiecznie, natomiast domy dla żywych budowano z materiałów nietrwałych jako służące im stosunkowo krótko.
W odróżnieniu od wielu okazałych budowli starożytnego Egiptu, wygląd typowego egipskiego domostwa znany jest głównie z terakotowych modeli (tzw. domków dusz), także z naściennych malowideł umieszczanych w grobowcach. Żyjący w wioskach Egipcjanie zamieszkiwali lepianki wznoszone z mułu nilowego; budowano je z suszonej cegły, wykończenie było z drewna. Niekiedy otoczone murem i piętrowe, z zewnętrznymi schodami, w oknach miały kraty. Sprzęty domowe wykonywano z drewna lub łodyg papirusowych, rośliny ogólnodostępnej i wieloużytkowej. To skromne domostwo uboższej ludności ulegało na przestrzeni czasu stosunkowo niewielkim zmianom.

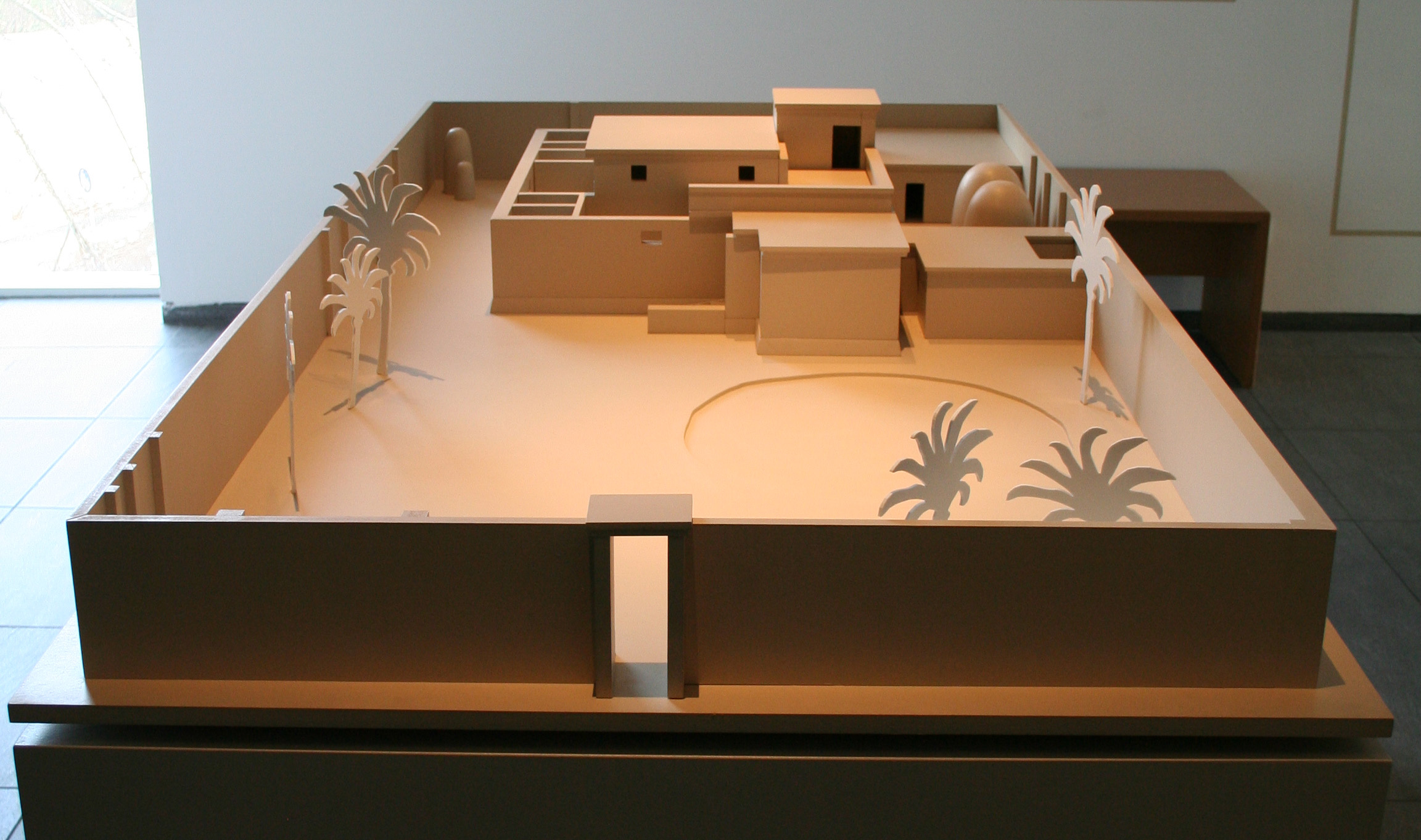
Model okazalszego domu z ogrodem (z muzeum w Hildesheim)

W okazalszych domach ludzi zamożnych więcej było niedużych pomieszczeń skupionych wokół małych dziedzińców i usytuowane były one w dalszej części frontowego ogrodu wyposażonego zwykle w sztuczny staw lub sadzawkę. Ocienienie zapewniały rzędy sykomor i innych drzew owocowych. Całość otoczona była murem. Cechą zamożniejszych domostw od czasów Starego Państwa było ich wyposażenie w łazienkę.
Dostrzegalne są analogie w schemacie rozplanowania domu mieszkalnego i egipskiej świątyni: duży frontowy dziedziniec poprzedza zabudowania z pomieszczeniami mieszkalnymi rozdzielonymi mniejszymi dziedzińcami. Widoczne jest to zwłaszcza w układzie rozległego domu pałacowego i sanktuarium, którego części (dziedziniec, hypostyl i adyton) miałyby odpowiadać pomieszczeniu wspólnemu, sali jadalnej i recepcyjnej oraz prywatnej sypialni. Wysunięto przypuszczenie, że zbieżność ta mogła wynikać z podobieństw między dworskim obyczajem domowym a świątynnym rytuałem sakralnym.
Zróżnicowanie domu egipskiego w różnych epokach historycznych wymaga dokładniejszego omówienia cech budownictwa dla poszczególnych okresów.

## W Egipcie faraońskim

### Opis i charakterystyka

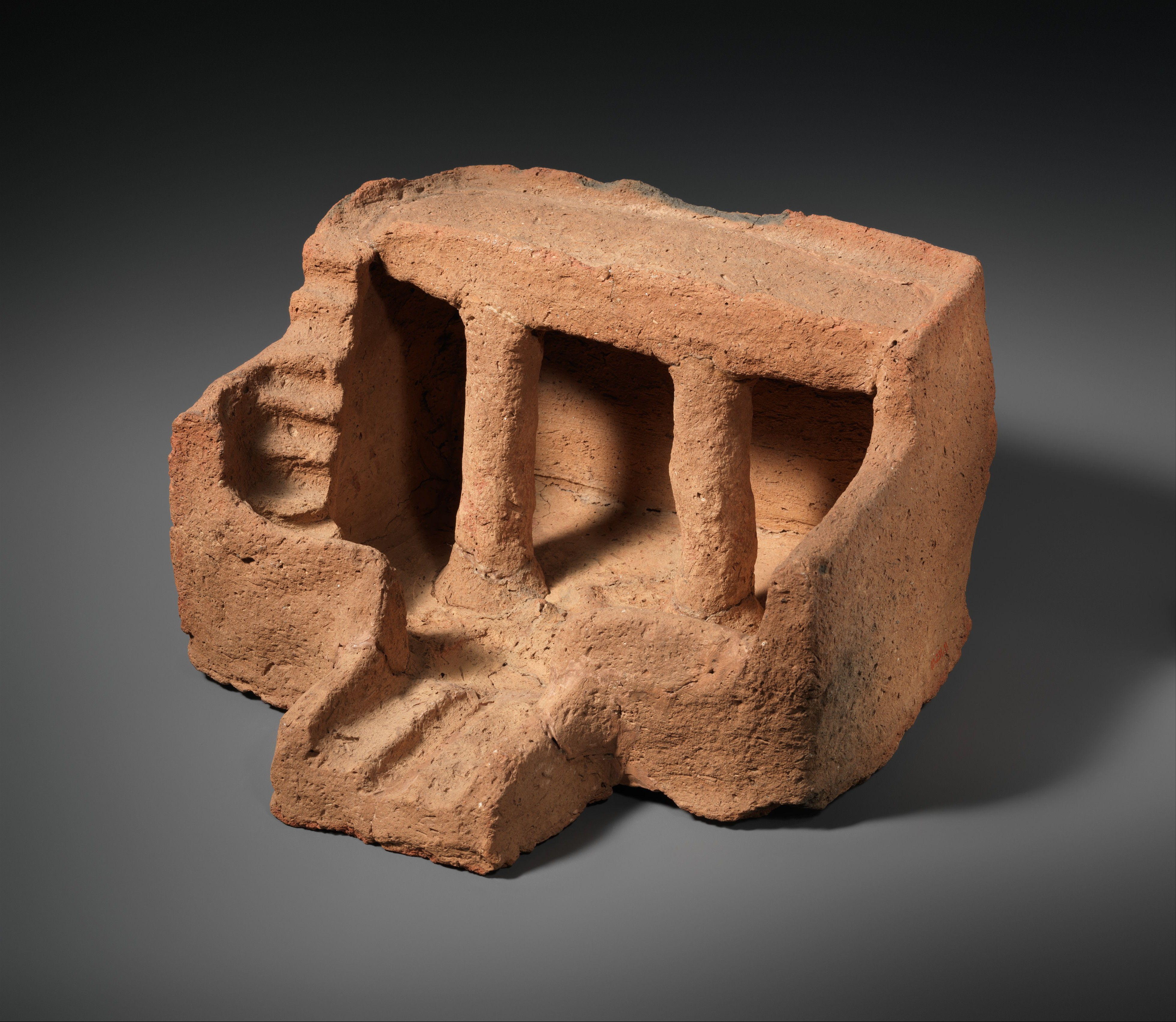
Model skromnego domu z czasów Średniego Państwa

W epoce neolitu i okresie predynastycznym ludność Egiptu najprawdopodobniej zamieszkiwała w prymitywnych chatach z rzecznego mułu bądź z trzciny (która służyła również za pokrycie dachu), ich narożniki czasem wzmacniano drewnianymi słupami. Przekrój lepionych ścian miał kształt trapezowaty, tworząc mur o skosie zewnętrznym. Chaty budowano na planie krągłym lub owalnym, później zbliżającym się coraz bardziej do prostokąta. Z biegiem czasu zastąpiono je trwalszymi domostwami o ścianach z utwardzanej gliny i wnętrzach z zastosowaniem polepy. Niewiele więcej też można powiedzieć o skromnych domostwach z okresu Starego Państwa.
Znane lepiej od czasów Średniego Państwa, niewielkie domostwa rodzinne dzieliły się najwyżej na kolumnowy ganek, główną izbę mieszkalną o stropie opartym na słupie, na kuchnię i niekiedy izbę dodatkową; boczne schody zewnętrzne (lub drabina) prowadziły na dach, służący często za miejsce do spania. Szczupłą przestrzeń mieszkańcy częstokroć dzielili z hodowanymi zwierzętami.

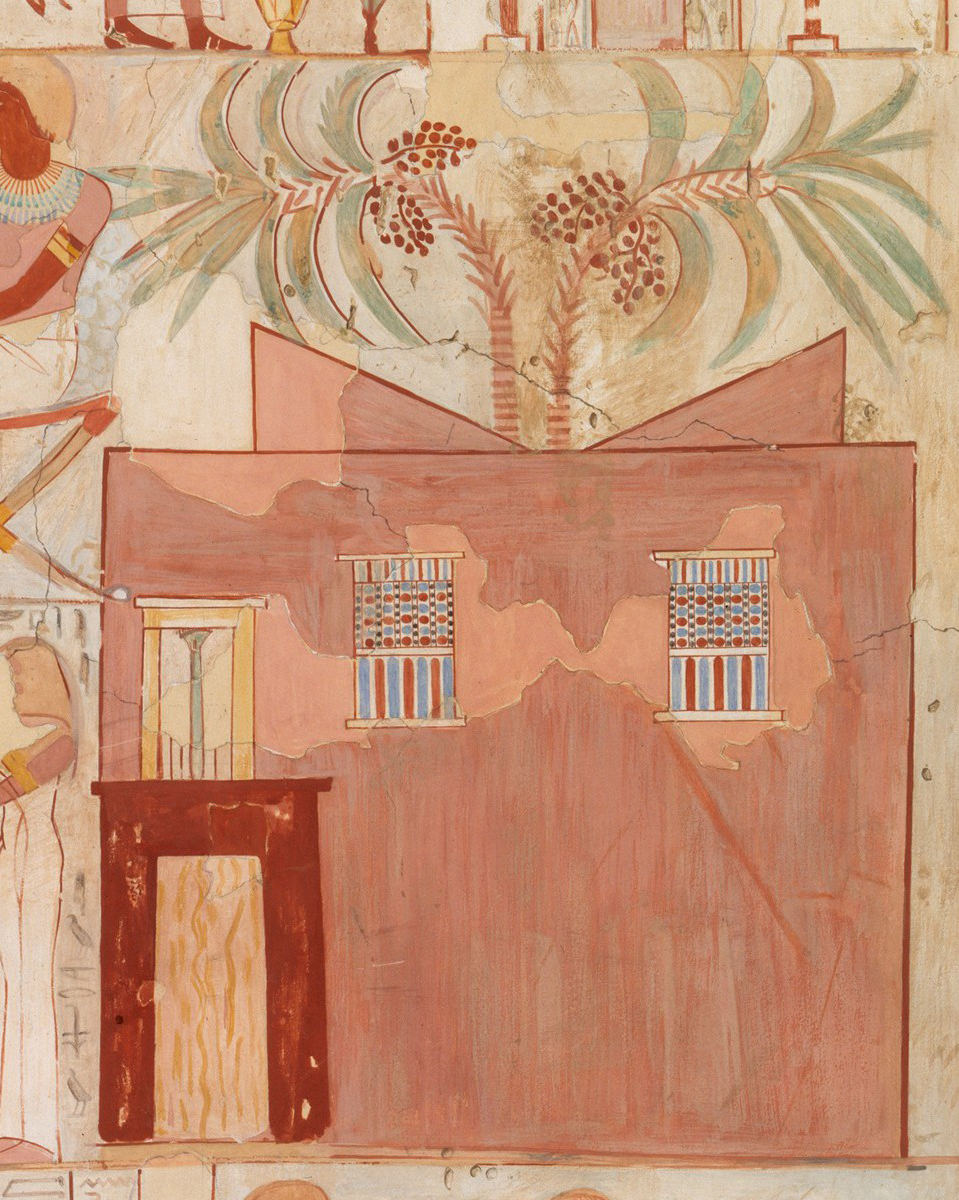
Piętrowy dom miejski (fresk z tebańskiego grobowca Nebamona, połowa XIV wieku p.n.e.)

Domy ludzi z klasy średniej bywały jedno-dwupiętrowe, z izbami na parterze zajmowanymi na ogół przez rzemieślników. Rodzina właściciela zajmowała wyższe kondygnacje, gdzie ozdobniejsze były też wnętrza o stosunkowo niskim pułapie, z dekorowanymi drzwiami, ścianami i kolumnami typu papirusowego, najczęściej o głowicy kształtu lotosu. Fasady były zasadniczo nieozdobne, wejścia obramowane kamieniem umieszczano koło narożnika budynku; niewielkie kwadratowe okna miały osłony chroniące przed upałem i kurzem. Na płaskich dachach, oprócz krągłych zasobowych silosów, niekiedy umieszczano trójkątne nadbudówki służące najpewniej jako nawietrzniki. Rzadkością były własne studnie, w wodę zwykle zaopatrywano się z okolicznej studni kamiennej lub miejscowego wodopoju. W epoce Nowego Państwa częstsze w zespołach miejskich stały się domy dwupiętrowe, w których funkcjonalny trójpodział przeznaczał parter na warsztaty, pierwsze piętro na pomieszczenia recepcyjne, a wyższe – na sypialnie.
Domy będące rezydencjami zamożnych lub wybitnych osobistości swym wyglądem i urządzeniem naśladowały siedziby władcy. Okolone murem miały bramę główną i kilka pobocznych wejść mniejszych prowadzących do ogrodów i budynków gospodarczych. Frontową część budynku stanowił portyk, z którego przejście wiodło do przedsionka i do kolumnowej sali przyjęć; w dalszej części były mieszkalne pomieszczenia właścicieli (z wydzielonymi izbami dla kobiet), z towarzyszącymi łazienkami, szatniami, toaletami i sypialniami. Wokół wielu mniejszych dziedzińców rozmieszczone były pomieszczenia gospodarcze włącznie z psiarniami i stajniami (od północy), magazynami żywności (stożkowatymi silosami), także kuchnie i piekarnie (zwykle od zachodu) oraz przeznaczone dla służby. Niezbędną część rezydencji stanowiły przyległe ogrody, podzielone siecią równoległych alejek i starannie uprawiane, zawsze z sadzawką, często z altaną, w której spędzano czas i jadano posiłki.

### Symbolika

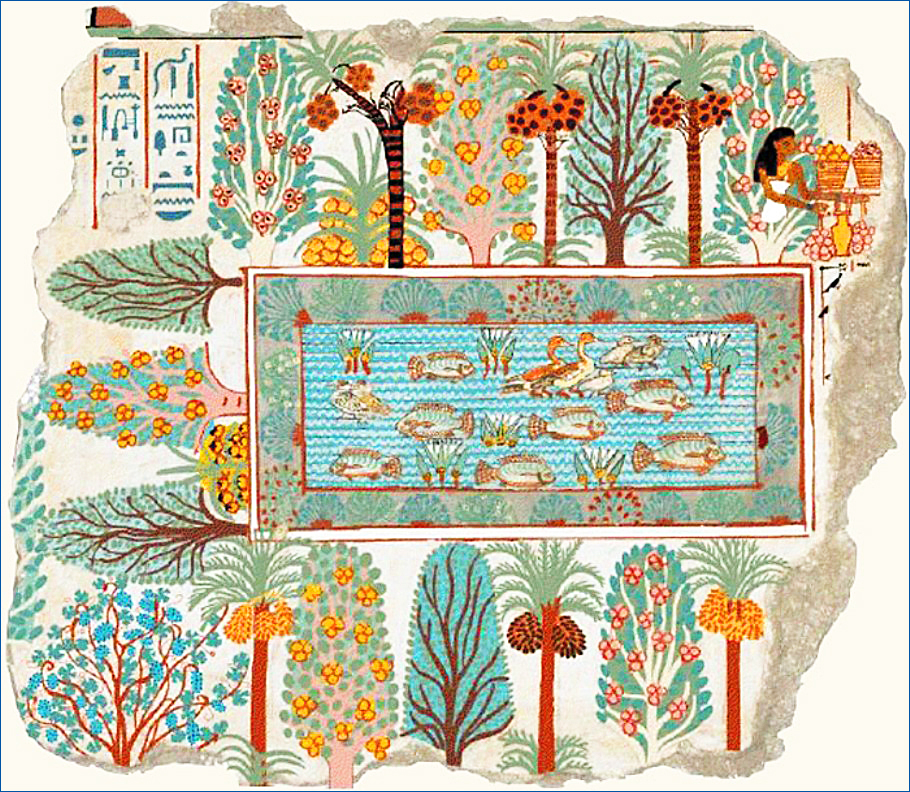
Ogród z sadzawką (malowidło z grobowca Nebamona)

Symboliczne znaczenie domu ściśle łączyło się u Egipcjan z szerszą symboliką macierzyństwa, wyrażającą się także w postaci naczyń i wszelkich zagłębień. W zapisie hieroglificznym znak domu oznaczał również łono matki, co wynikało z konotacji, że do charakteru żeńskiego należy funkcja strzeżenia i ochraniania. Znajdowało to wyraz i w mianach bogiń: Hathor będącej „domem Horusa”, Neftydy jako „Pani Domu” i Nechbet – „Pani Wielkiego Domu” czy Nut nazywanej „domem pochłaniania”.
Wyjątkową symbolikę reprezentował tak zwany „dom życia” jako funkcjonująca przy niektórych świątyniach szkoła ekskluzywnej wiedzy, prowadzony przez kapłanów swoisty ośrodek religijno-kulturalny, gdzie szeroko pojętej nauce towarzyszyły mistyczne inicjacje. Zgodnie z kanonem architektury symbolicznej, jego istotną część stanowił piaszczysty dziedziniec otoczony czterobramnym murem z falowanej cegły nawiązującym do ruchu wód praoceanu Nun, a namiot pośrodku mieścił relikwiarz z mumią Ozyrysa. Wokół tego centralnego punktu rozmieszczano pozostałe budynki (pomieszczenia wykładowe, pracownie i magazyny), a także nieodzowne ogrody i baseny. Jak zauważono, symboliczna aura i specyfika „domu życia” w kulturze ówczesnych Egipcjan podnosiły go do rzędu „akademii cywilizacji staroegipskiej”.

## W Egipcie grecko-rzymskim
Skromne domostwa (jak np. w ptolemejskim Edfu), których zasadniczy plan i wygląd nie uległ zasadniczej zmianie, często znajdowały się poniżej poziomu uliczek, skąd prowadziło do nich zejście schodami. Zwykle dwu-trzyizbowe, zamiast okien miały niewielkie otwory w sklepieniu. Układ ten zabezpieczał od zbytniego nasłonecznienia w dzień, podczas gdy wieczorem i nocą przebywano na tarasie dachowym lub przylegającym do ulicznego muru. Wznoszono je bez fundamentów, więc częstym sposobem ich okradania był podkop dokonywany pod ścianami, co poświadczają liczne sprawy sądowe znane z papirusowych dokumentów. Najtańsze chatki na peryferiach wsi budowano kosztem zaledwie ok. 25 drachm.

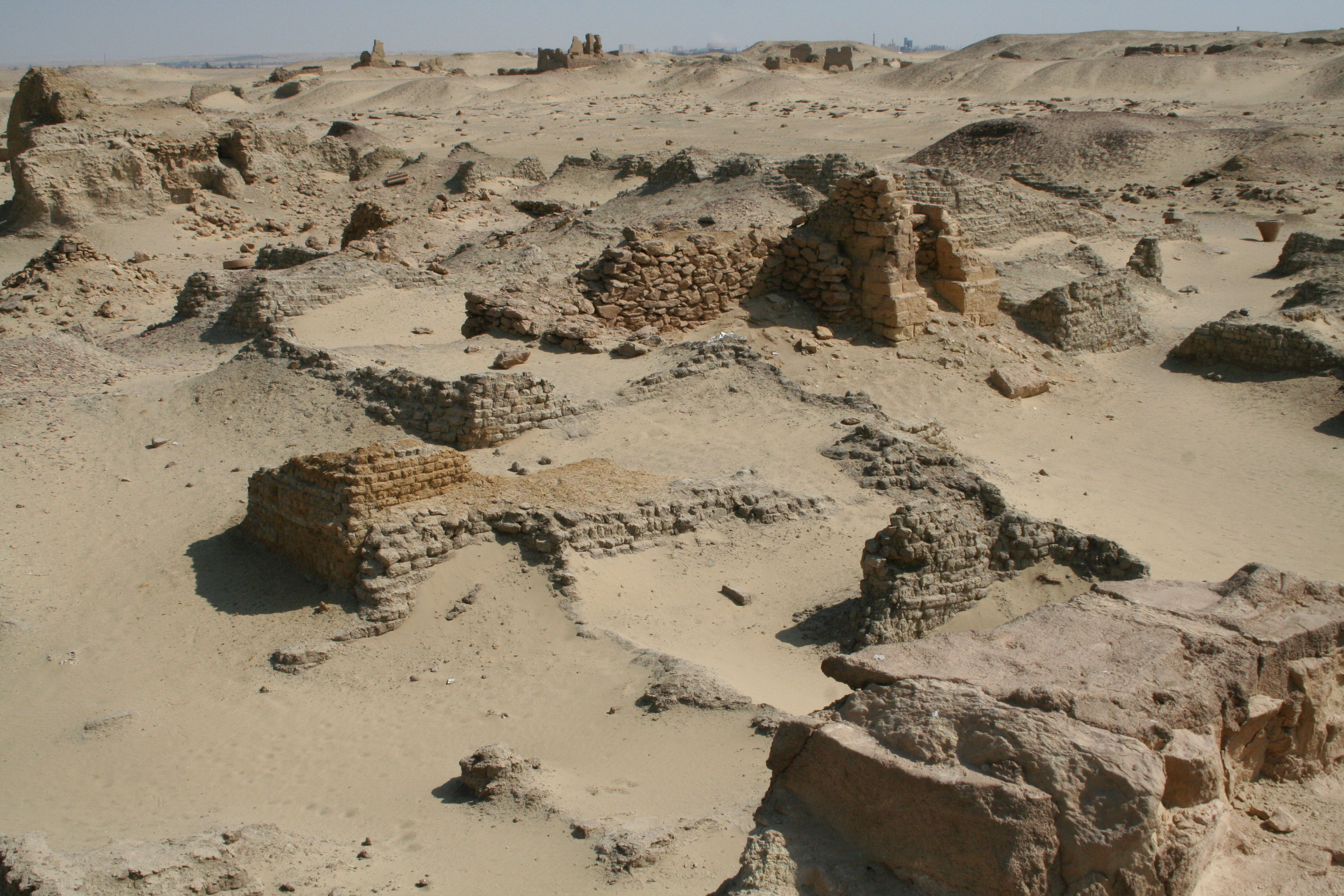
Pozostałości domostw w ptolemejskim Karanis

Domy miejskie znane z przykładów budownictwa mieszkalnego z Oksyrynchos, Karanis, Filadelfii, były zazwyczaj jednopiętrowe, o ujednoliconej wielkości, zajmujące areał ok. 150-160 m². Np. powstała na skraju oazy Filadelfia miała ulice szerokości 5-10 metrów, przy których domy stawiano ciasno (najczęściej ze wspólną ścianą), w zwartych zespołach na powierzchni 50x100 metrów, co dawało ok. 20 domów w jednym kwartale. Ich parter od strony ulicy pozbawiony był drzwi i okien; zewnętrzne drewniane schody prowadziły do wejścia na poziomie drugiej kondygnacji. Do niektórych domów dostęp był jedynie ze wspólnego podwórza mającego kilka wejść od ulicy. Dość słabe ściany tych budynków umacniano belkami, a narożniki – wielkimi kamieniami.